# 勢翔太
勢 翔太（いきおい しょうた、1986年10月11日 - ）は、大阪府交野市出身で伊勢ノ海部屋に所属した元大相撲力士。本名は東口 翔太（とぐち しょうた）。身長194cm、体重172kg。血液型はB型。
得意手は右四つ、寄り。最高位は西関脇（2016年5月場所）。いわゆる「花のロクイチ組」の1人。現在は年寄・春日山。

## 来歴

### 大相撲入門前
祖母や近所の住民などの大人に囲まれて東口は幼少期を過ごしたといい、特に年配の人から可愛がられていた。自身が小学1年生の頃に両親が交野市内で「すし家の繁」を開業し、接客などを見て学んだという。両親曰くこの頃から大人びていたといい、接客や店の手伝いなどを見よう見まねで行っていた。実家のすし屋は勢にとっては非常に旨いようであり、2018年の琴剣の『相撲めし－おすもうさんは食道楽－』（扶桑社）を紹介した記事によると、実家の店の寿司こそ自分の寿司だと信じているので、東京の寿司屋にはほとんど足を運ばないという。
交野市立星田小学校3年生の時に相撲未経験ながら地元のわんぱく相撲の大会に出場して優勝。それをきっかけに同学年で隣接の寝屋川市出身の澤井豪太郎（現・武隈）の父に相撲に勧誘される。澤井と共に小学校時代から交野市内にある相撲の古市道場に在籍。当時澤井の父は澤井の稽古相手を探していて、他の子供と比較して体の大きい東口少年に目をつけた。東口少年は小児喘息を持病として持っていたため、両親は体が丈夫になる事を期待して相撲を習わせたという。
1日4時間の相撲の稽古を週4回行うことで健康状態が好転、さらに放課後から稽古の時間まで野球などの外遊びをするほど元気になった。運動が過ぎて病院で「過労」と診断されたこともあった。1996年のわんぱく相撲全国大会の小学4年生の部では準優勝。小学5年生の頃に寿司屋の常連の紹介で11代伊勢ノ海と出会っている。
小学校時代と交野市立第三中学校時代は下校し相撲道場に稽古に行く前に必ず祖母がうどんを作ってくれ、東口はそれを平らげた。「両親が商売をしていたので、小さいときはおじいちゃん、おばあちゃんに育ててもらった“おばあちゃん子”でした。帰る時間に毎日つくっておいてくれる。このうどんを食べてから、まわしとバスタオルを持って自転車で道場に行くんです。夏でも、熱いうどんが嫌じゃなかったなぁ」と2017年に行われた日刊スポーツの絵日記企画で述懐している。
高校は関西の相撲の名門校である報徳学園を受験したが不合格だったため、中学卒業後は実家の家業の手伝いをしており、兵庫県尼崎市内で一人暮らしのフリーター生活をした時期もあった。その中で、徐々に相撲をやりたいと思うようになったという。その頃に急逝した祖母の葬儀に11代伊勢ノ海が参列したことに心を動かされ、本腰を入れて相撲に向き合おうと入門を志願。同学年らと揃って18歳の3月に伊勢ノ海部屋に入門している。

### 大相撲入門後
2005年3月場所で初土俵を踏み、翌5月場所からは「勢」という四股名を名乗る。
7月場所、東序二段122枚目で7戦全勝、優勝同点、決定戦負け。優勝は同期入門で、本名の中西健二で相撲を取っていた大道健二。
初土俵から約1年後の2006年5月場所には早くも幕下に昇進し、その場所では5勝2敗の好成績を挙げる。同年9月場所では初日から3連勝と好調。8日目に同じく3連勝の琴冠佑に張り手を交えて勝利し4連勝で勝ち越しを決めたものの、取組後に琴冠佑から顔面を殴られ、結果その後は3連敗と精彩を欠いた。2010年11月場所では自己最高位となる西幕下2枚目まで昇進したものの3勝4敗と負け越した。その後も幕下上位にしばらく在位を続け、番付を東幕下3枚目の位置で迎えた2011年9月場所において5勝2敗の好成績を挙げ、翌11月場所に新十両へ昇進した。漢字一文字の四股名を持つ力士としては、1997年11月場所新十両の嵐以来、14年ぶりの関取となった。
新十両となった2011年11月場所では、初日から8連勝で早々と勝ち越し、9日目に千代嵐の髷を掴んで反則負けを喫した以外は13日目まで白星を重ね、14日目の時点で初の十両優勝を決めた。新十両での優勝は2008年11月場所の翔天狼以来のこととなった。東十両3枚目まで大きく番付を上げた翌2012年1月場所でも7日目から8連勝して10勝5敗の好成績を挙げ、翌3月場所において新入幕を果たした。漢字一文字の四股名を持つ力士としては、1990年9月場所に新入幕を果たした曙以来、22年ぶりの幕内力士となった。その3月場所では3日目の若の里戦に10本の懸賞がかかるなど御当地力士としての人気ぶりを示したが、黒星を喫して若の里に懸賞を勝ち取られる結果となった。これも含めて初日から5連敗を喫するなどして5勝10敗と振るわず、翌5月場所に十両へ陥落した。翌7月場所に再入幕を果たしたものの、その7月場所でも7勝8敗と負け越して1場所で十両へ陥落した。翌9月場所では東十両筆頭の位置で11勝4敗の好成績を挙げて優勝決定戦まで進出したが、優勝決定戦では常幸龍に敗れて優勝は逃した。翌11月場所に3回目の入幕を果たし、9勝6敗の成績を挙げて幕内では自身初となる勝ち越しを決めた。以降は幕内に定着することとなる。
2013年11月場所は11勝4敗の好成績を挙げ、幕内で初の二桁勝利を挙げるとともに、初の三賞となる敢闘賞を受賞した。翌2014年1月場所は西前頭2枚目で6勝9敗と負け越したが、大関・琴奨菊戦で初勝利。2014年5月場所は2日目から自身初となる9連勝を記録し、11勝4敗の好成績を挙げ、2度目の敢闘賞を受賞した。翌7月場所は豪栄道と栃煌山が関脇を維持した上に安美錦と碧山が小結の地位を得た影響で新三役を逃したが東前頭筆頭に据えられて最高位を半枚更新する。西前頭5枚目の地位で迎えた9月場所は新鋭の逸ノ城を破る活躍（詳細は後述）を見せた上で、10勝5敗の好成績を残した。翌11月場所は新三役（西小結）。大阪府からの新三役（小結）は、2008年11月場所の豪栄道以来戦後7人目。その11月場所では10日目に負け越しを確定させてしまったものの、11日目から4連勝するなど食い下がって場所を6勝9敗で終えた。
2015年1月場所は中日の遠藤戦を除いて白星を全く得られず1勝14敗と大不振であったものの、翌3月場所は8勝7敗の勝ち越しにあずかり、続く5月場所は11日目に勝ち越し10勝5敗の好成績。9月場所は11勝4敗、11月場所は12勝3敗と連続して二桁勝利、敢闘賞を受賞。
2016年1月場所はおよそ1年ぶりの三役である東小結として迎えたが、横綱・大関陣相手に1勝5敗と力の差を見せつけられ、結局5勝10敗でまたも一場所で平幕に落ちた。3月場所は東前頭4枚目で迎えたが、初日から7連勝と好調を維持。そこから3連敗で優勝争いからは脱落したもののそこから白星を重ね、千秋楽での勝利を条件に自身5度目の敢闘賞候補に挙がったが琴勇輝に敗れ、10勝5敗の成績で敢闘賞は獲得できなかった。しかし3月場所は関脇、小結力士が全員負け越したため、続く5月場所では新関脇となった。5月場所は2日目に照ノ富士、5日目に鶴竜に勝つなど序盤は好調だったが、7日目から8連敗と失速し、4勝11敗で三役陥落が決まった。7月場所も調子が上がらず5勝10敗だったが、9日目に優勝争いの一角にいた白鵬を破って金星を獲得した。9月場所は7日目まで5勝2敗と出だしが良かったが中日から4連敗、そのまま千秋楽に黒星で7勝8敗。11月場所は弟弟子の錦木に部屋頭の座を譲ることとなった。

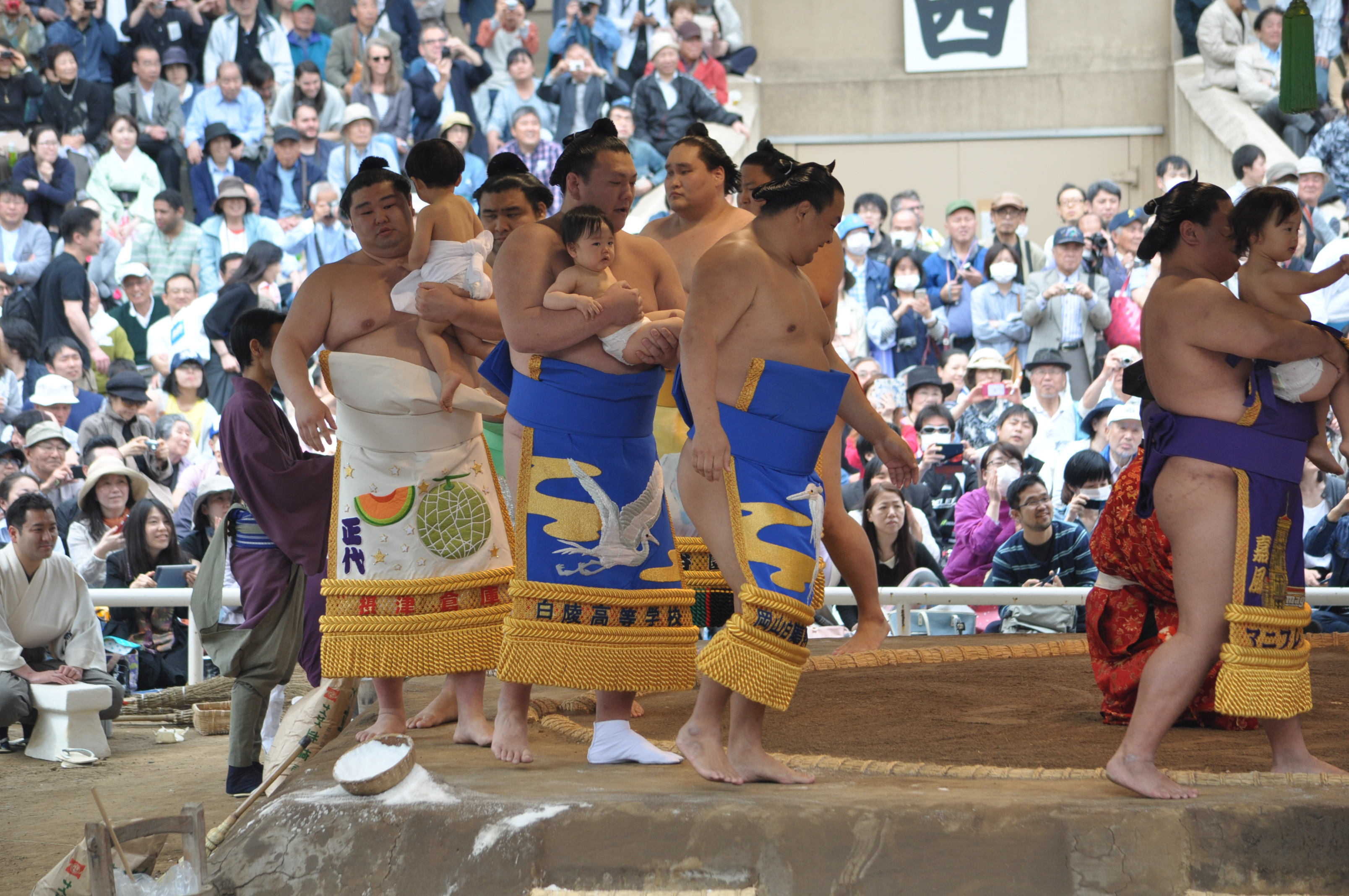
靖国神社奉納大相撲 土俵入りする勢関（2017年4月17日撮影）

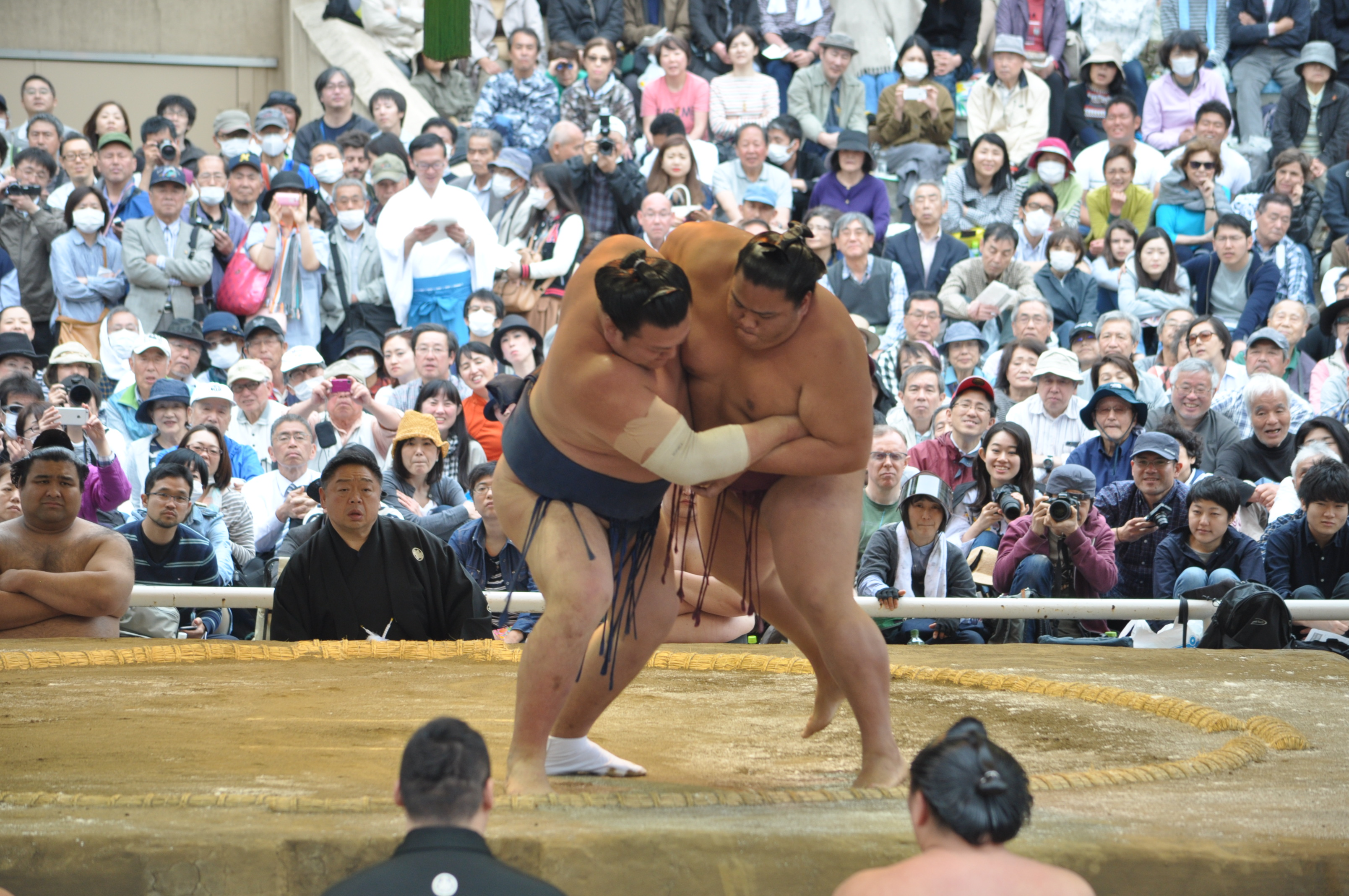
靖国神社奉納大相撲 勢関の相手は御嶽海関（2017年4月17日撮影）

2017年1月場所は西前頭3枚目の地位で土俵に上がり、この場所は日馬富士と鶴竜の2横綱と琴奨菊に勝利するなど好調であり、場所成績を8勝7敗として自身初の幕内上位での勝ち越しを手にした。場所後の1月27日、4月13日に行われる大相撲川崎巡業のPRで川崎市役所を訪れ、福田紀彦市長らと対談し「巡業ならではの距離の近さ。力士もリラックスしてますからね。一緒に写真を撮ったり、声をかけてもらいたい。ぜひ来て下さい」と呼びかけた。同時に「向こうも成長してますけど、こちらも成長してますからね」と3月場所から横綱となる稀勢の里から金星を獲得することに意欲を見せるかのようなコメントを残した。3月場所は場所前に右腕を負傷したが、4日目に白鵬から金星を挙げた。（白鵬は翌日から休場）立合いで白鵬に一歩押し込まれたのと引き換えに得意の右を差し、反撃の手掛かりをつかんだ。「出るしかない」とはやる気持ちを抑え、ぐっと腰を落とす。「慌てて出るとはたかれる。一瞬だけど低くなって押せた」とコメント。左のおっつけで横綱の差し手を封じながら足を踏み出すと、土俵際へ一直線。最後は右手を深く差し直すようにして前のめりになり、寄り倒した。いったん勝ち名乗りを受けたのに、審判が土俵の上に集まった。意外なタイミングで物言いがついたが、一方的に攻め続けた相撲。勢には「横綱（の体）がちょっと飛んでた」と自信があった。軍配通りの結果を告げるアナウンスが終わらないうち、金星をたたえる拍手と歓声が湧き起こる。地元大阪のファンにこの日一番の盛り上がりをもたらした立役者は、「横綱に勝てばどんな形でもうれしい」と破顔した。だが、この相撲でさらに右腕を痛め、初日から得意の右小手投げが全く使えない苦しい相撲が続いた。結局白鵬からの金星以外は勝ち星を挙げられず、9日目に負け越しが確定。しかし1勝9敗の状態から終盤に調子を戻し、最終的には5勝10敗とした。7月場所は腰の痛みにより振るわず、5日目にこの場所2勝しただけで休場した不調の稀勢の里から金星を奪う以外は良い所が無く、4勝11敗の大敗に終わった。稀勢の里から金星を挙げた際には支度部屋で「そうか、金星か。忘れてた。初めて勝てたのがうれしい。今まで思い切りがなかったので、何でも思い切りやってみようと思った」と語っている。8月6日の夏巡業本庄場所の支度部屋では「夏巡業は腰のケアを優先し、体調管理に注意しています。体調を整えて巡業の稽古に励みたいです。秋場所は是非とも勝ち越して、お世話になった方々にごちそうをしたいと思っています」と思いを語った。西の7枚目で迎えた9月場所は11日目までに6勝5敗とするもそこから4連敗で6勝9敗と負け越し。およそ2年ぶりとなる幕内の二桁番付となった11月場所は、先場所とは対照的に10日目までに4勝6敗の成績から5連勝で勝ち越しを決めた。
2018年1月場所は4勝11敗と精彩を欠き、翌3月場所は2013年以降最も低い番付となる東の14枚目まで落とした。場所前に足を痛めた影響から、初日、2日目と連勝したものの、取組後には顔をしかめ、花道では足を引き摺る仕草が見られた。しかし、足の痛みをきっかけに積極的に前に出る相撲を取ったことで白星が先行、11日目には勝ち越しを確定させた。14日目まで優勝の可能性を残し、幕内の下位から優勝戦線を盛り上げた。千秋楽に勝てば自身5度目となる敢闘賞を受賞することが決まったが、同じく今場所好調だった魁聖に敗れて受賞はならなかった。敢闘賞こそ逃したものの、身体の状態が良くない中で8場所ぶりの二桁白星となる11勝を挙げたことで、本人は「十分に頑張れたと思う。地元でたくさんの人に支えられた」と場所に満足するコメントを残した。7月場所前には、勢が年寄名跡『春日山』を取得したことが報じられた。日本相撲協会の事業報告書によれば、春日山を取得した件は、2017年3月24日の理事会で決議されている。
2019年1月場所初日、輝との取組で右目の上に7針の傷を負う。すぐに縫合したが取組後、午後1時から2時まで出血が止まらなかった。ただ、この場所は9勝6敗と勝ち越している。3月場所前は左足のアキレス腱を痛め、さらに蜂窩織炎にも見舞われた。初日こそ松鳳山を一気の相撲で押し出したものの、場所中も蜂窩織炎の影響で40度の高熱を出すなど本調子とは程遠く、8連敗で9日目に負け越しを喫した。豊山を右差しからの寄りで退け、連敗を12で止めて2勝目を挙げた14日目には「相撲を取っているだけでも不思議な状態」とこの場所での体調の悪さの程を語っている。結局自己ワーストタイの2勝13敗に終わり、6年半連続で務めた幕内から陥落することとなった。その後も体調が優れず9月場所は幕下陥落が見える西十両12枚目まで地位を下げた。ところがこの場所は4日目から11連勝と好調で14日目に自身2度目の十両優勝を確定させた。優勝に際して「出られて相撲が取れるだけでありがたい」と蜂窩織炎からの回復を喜ぶコメントを残した。千秋楽は負けて、場所を12勝3敗で終えた。東十両3枚目の11月場所は先場所の好調を維持し、初日から6連勝。中盤でやや失速したが千秋楽に天空海を叩き込んで11勝4敗で終え、4人による優勝決定戦に出場した。だが、その天空海戦で額を切って大量に出血した影響で1回戦で東龍に一気に寄り切られ、2場所連続の十両優勝を逃した。
その翌場所より幕内に復帰し、そこから2場所連続で勝ち越したが、2020年7月場所から3場所連続で2桁の黒星を喫し、2021年1月場所では東十両13枚目まで番付を下げた。同場所では14日目までに6勝8敗となり、千秋楽の相撲に関取残留を賭けることになっていたが、左手親指の付け根付近の骨折が判明し、千秋楽の相撲を休場した。勢にとって入門以来初めての休場となり、自身の連続出場記録が1090回でストップした。尚、千秋楽の相手はこの場所で14日目まで11勝3敗と十両での優勝戦線を走っていた剣翔で、勢の休場により不戦勝で相撲を取らずに十両優勝が決定するという珍事が起こった。翌3月場所は東幕下筆頭に番付を下げ、2011年11月場所の新十両昇進以来守り続けてきた関取の地位を失った。場所前の2月上旬に左手親指の手術を受けたが、3月場所、5月場所も全休となり、7月場所前の6月21日に現役引退を表明した。引退後は年寄「春日山」を襲名した。引退会見では左手親指の骨折で土俵復帰が叶わなくなったと説明し、思い出の取組として2017年3月場所4日目の白鵬戦の金星を挙げた。今後の抱負は「心も体も丈夫な決してあきらめない、強い力士を育てたい」と語った。なお番付には7月場所にも東三段目21枚目に四股名が残り、最高位関脇の力士が番付上三段目に陥落したのは、明確な記録が残っている力士では、出羽ヶ嶽・栃赤城に次いで史上3人目となった（このうち出羽ヶ嶽のみが三段目で出場。最高位大関の力士が三段目以下に陥落した例も含めれば照ノ富士（序二段）、朝乃山（三段目）の例がある（いずれも当該地位で出場、照ノ富士は後に横綱昇進）。関取在位後に4階級以上陥落した力士一覧も参照）。
2023年1月9日、協会は24代春日山の引退相撲を同年6月4日に両国国技館で行うと発表した。その日の引退相撲における断髪式には約250人が参加し、最後は師匠の伊勢ノ海親方（元前頭・北勝鬨）が止めばさみを入れた。断髪式の後には家族ぐるみで交流がある友人で歌手の平原綾香が登場し、感謝の思いを込めて「誓い」「Jupiter」の2曲を披露。断髪後は槙野智章をイメージしたヘアスタイルに整髪。最後にはスペシャルゲストとして山本譲二と3曲デュエットを披露し、館内を沸かせた。

## 人物
親子揃って「我が強い」「何でもじっくり考えて、納得が行かなければ動かない。その代わり、納得して決めればしぶとい」と評する性格をしており、基本的に相撲以外はそれほど器用でないという。前述のとおり幼少期の経験もあって人当たりは良い。タニマチの高須克弥は「ゴルフもうまくて歌もうまい。遊び人力士だけどね（笑い）」と気に入っている一方で「勢も頑張るけど、相手も頑張っちゃう。だから、懸賞金を出すと逆に負ける確率が高くなっちゃうんだよ（笑い）。敵に兵糧を与えるくらいなら、懸賞を出さないほうがマシってなるんだよね。タニマチのジレンマだね」と苦悩している様子も見せている。
いわゆる「エレベーター力士」の1人であり、幕内上位に昇進しては大負けを喫し下位に戻るパターンが続いた。2015年は年6場所で番付が38枚上下動したという記録を作り、これは2位に8枚差をつけ断トツだった。
中学卒業後の3年間は家業の手伝いをしながらゴルフの練習に明け暮れていたため「元ニート」という肩書きを付けられることもあった。引退の際に、本人は色々と将来を考えていたので「ニート」という一言で片づけられることは嫌がっていた一方、とことん考えて角界入りを選んだからこそ力士生活を全うできたとも話した。
好物は寿司、焼肉。特に寿司ネタの中でも貝類やイカ、ウニを好むという。

## 合い口
（以下は最高位が横綱・大関の現役力士）
- 大関・霧島には1敗。霧島の新入幕の時の対戦である。
- 大関・琴櫻には1勝。琴櫻の新入幕の時の対戦である。
- 元大関・髙安には4勝13敗。髙安の大関在位中は3敗。
- 元大関・朝乃山には2勝3敗。朝乃山の大関昇進後は対戦なし。
- 元大関・正代には4勝7敗。いずれも正代の大関昇進前の対戦である。
- 元大関・御嶽海には1勝6敗。いずれも御嶽海の大関昇進前の対戦である。

（以下は最高位が横綱・大関の引退力士）
- 元横綱・白鵬には2勝13敗。2016年7月場所で初勝利。直近は2017年3月場所で勝利。
- 元横綱・日馬富士には1勝12敗。2017年1月場所で不戦勝を得たが、自力勝利は無し。
- 元横綱・鶴竜には4勝10敗。鶴竜の大関在位中は3敗、横綱昇進後は4勝7敗。2016年1月場所での初勝利から3連勝していた。
- 元横綱・稀勢の里には1勝16敗。稀勢の里の大関時代は14戦全敗。稀勢の里の横綱昇進後は1勝2敗。2017年7月場所で金星を獲得。
- 元横綱・照ノ富士には8勝3敗。照ノ富士の大関在位中は5勝3敗と勝ち越している。2015年11月場所から2017年1月場所まで5連勝。直近では照ノ富士の大関陥落後の2018年1月場所で勝利。照ノ富士の大関復帰後は対戦なし。
- 元大関・雅山とは、雅山の大関陥落後に1度対戦し1勝。
- 元大関・琴欧洲とは、琴欧洲の大関陥落後に1度対戦し1勝。
- 元大関・把瑠都とは、把瑠都の大関陥落後に2度対戦し2敗。
- 元大関・琴奨菊には8勝11敗。琴奨菊の大関在位中は4勝7敗。
- 元大関・豪栄道には1勝17敗。豪栄道の大関昇進後は12敗。
- 元大関・栃ノ心には4勝9敗。栃ノ心の大関昇進後は2敗。
- 元大関・貴景勝には4戦全敗。いずれも貴景勝の大関昇進前の対戦である。

### 幕内対戦成績
| 力士名   | 勝数 | 負数 | 力士名   | 勝数 | 負数 | 力士名   | 勝数 | 負数 | 力士名     | 勝数 | 負数 |
| -------- | ---- | ---- | -------- | ---- | ---- | -------- | ---- | ---- | ---------- | ---- | ---- |
| 碧山     | 13   | 10   | 朝赤龍   | 3    | 0    | 朝乃山   | 2    | 3    | 旭日松     | 1    | 0    |
| 東龍     | 2    | 0    | 阿炎     | 2    | 2    | 安美錦   | 10   | 4    | 阿夢露     | 3    | 0    |
| 荒鷲     | 3    | 2    | 阿覧     | 3    | 0    | 石浦     | 4    | 3    | 逸ノ城     | 3    | 10   |
| 宇良     | 1    | 0    | 遠藤     | 9    | 3    | 炎鵬     | 0    | 1    | 阿武咲     | 1    | 1    |
| 大砂嵐   | 5    | 0    | 隠岐の海 | 5    | 5    | 魁聖     | 10   | 16   | 臥牙丸     | 9    | 1    |
| 輝       | 7    | 1    | 鶴竜     | 4    | 10   | 稀勢の里 | 1    | 16   | 北太樹     | 6    | 3    |
| 旭秀鵬   | 4    | 1    | 旭天鵬   | 5    | 3    | 霧馬山   | 0    | 1    | 豪栄道     | 1    | 17   |
| 琴恵光   | 1    | 2    | 琴欧洲   | 1    | 0    | 琴奨菊   | 8    | 11   | 琴勝峰     | 0    | 1    |
| 琴ノ若   | 1    | 0    | 琴勇輝   | 7    | 5    | 佐田の海 | 3    | 5    | 佐田の富士 | 4    | 1    |
| 志摩ノ海 | 0    | 3    | 常幸龍   | 1    | 1    | 正代     | 4    | 7    | 翔天狼     | 3    | 0    |
| 松鳳山   | 9    | 5    | 青狼     | 1    | 0    | 蒼国来   | 2    | 4    | 大奄美     | 2    | 2    |
| 大栄翔   | 1    | 2    | 大翔鵬   | 0    | 1    | 大翔丸   | 3    | 5    | 大道       | 0    | 3    |
| 貴景勝   | 0    | 4    | 貴ノ岩   | 6    | 1    | 隆の勝   | 1    | 1    | 髙安       | 4    | 13   |
| 宝富士   | 10   | 13   | 豪風     | 6    | 4    | 玉飛鳥   | 1    | 0    | 玉鷲       | 5    | 10   |
| 千代鳳   | 3    | 5    | 千代翔馬 | 6    | 3    | 千代大龍 | 6    | 9    | 千代の国   | 8(1) | 3    |
| 千代丸   | 2    | 5    | 剣翔     | 1    | 0    | 照強     | 1    | 3    | 照ノ富士   | 8    | 3    |
| 天鎧鵬   | 0    | 1    | 時天空   | 3    | 2    | 徳勝龍   | 4    | 2    | 栃煌山     | 7    | 11   |
| 栃ノ心   | 4    | 9    | 栃乃若   | 2    | 1    | 豊ノ島   | 4    | 2    | 豊響       | 6    | 7    |
| 白鵬     | 2    | 13   | 把瑠都   | 0    | 2    | 日馬富士 | 1(1) | 12   | 英乃海     | 3    | 0    |
| 富士東   | 2    | 4    | 寶智山   | 2    | 0    | 豊真将   | 0    | 1    | 北勝富士   | 2    | 1    |
| 誉富士   | 2    | 1    | 舛ノ山   | 2    | 2    | 御嶽海   | 1    | 6    | 雅山       | 1    | 0    |
| 妙義龍   | 5    | 7    | 明生     | 0    | 3    | 矢後     | 1    | 1    | 豊山       | 3    | 3    |
| 嘉風     | 8    | 8    | 竜電     | 2    | 1    | 若の里   | 2    | 1    |            |      |      |

## エピソード

### 取組関連
- 2014年9月場所7日目、新入幕で東前頭10枚目・モンゴル出身の新鋭である逸ノ城に勝ったことでインタビュールームに呼ばれた。通常はインタビュールームに呼ばれるのは勝ち越しや上位撃破の時だが、「館内が盛り上がったので特別に」と行われた。この取組は59秒9の熱戦で、逸ノ城の連勝を6でストップさせ、「敢闘精神評価」の投票者数が史上初めて1日で200人を超えた。敢闘精神評価アンケートは師匠の先代伊勢ノ海が発案した[30]。
- 2016年11月場所3日目、幕内の輝と対戦したが、これは優勝制度が確立された1909年夏場所以降初めてとなる「漢字1文字の関取同士の対戦」であった[31]。
- 2018年3月場所10日目の豊山戦で髷に手が入ったことで反則負けとされ、幕内で3回の反則負けという阿覧と並ぶワーストタイ記録（十両も含めると4回で単独ワースト記録）を作ってしまった。この日の取組によって、3日連続での物言いが記録されている[32]。

### 取組以外の相撲関連
- 相撲甚句の名手として知られ、幕下時代より巡業で甚句を担当しており、「双葉山」などを持ち歌にしている。2013年6月22日には東京藝術大学において相撲甚句を披露。その際に史上初のオーケストラとの共演を果たした[33][34]。
- 「15戦全勝」に繋がる験担ぎとしてさがりの本数を15本にしている白鵬にならって自身も同様にさがりを15本にしていた[35]。
- 高須克弥と西原理恵子をタニマチに持っている。そのため本場所では高須クリニック名義で懸賞金[36]を設定されており、西原のデザインした化粧廻し[37]を贈られている。勢の弟弟子の錦木が十両に昇進した際も高須から西原のデザインした化粧廻しを贈られている[38]。
- 2013年12月19日、両国国技館で日本相撲協会が史上初めて園児対象のイベントとして開催した「クリスマスお楽しみ会」で園児と触れ合い、“歌の先生”として「オリジナル相撲甚句」も披露した[39]。
- 2014年5月場所より第71代横綱に昇進した鶴竜の太刀持ちを同門の幕内力士として務めることになり、土俵入りの従者自体は同年3月28日に行われた明治神宮で奉納土俵入りで初めて経験。勢は「右手がプルプル。そんきょも不安定。本場所も巡業もやらせていただきます」と太刀持ちを務めた感想を述べていた[40]。

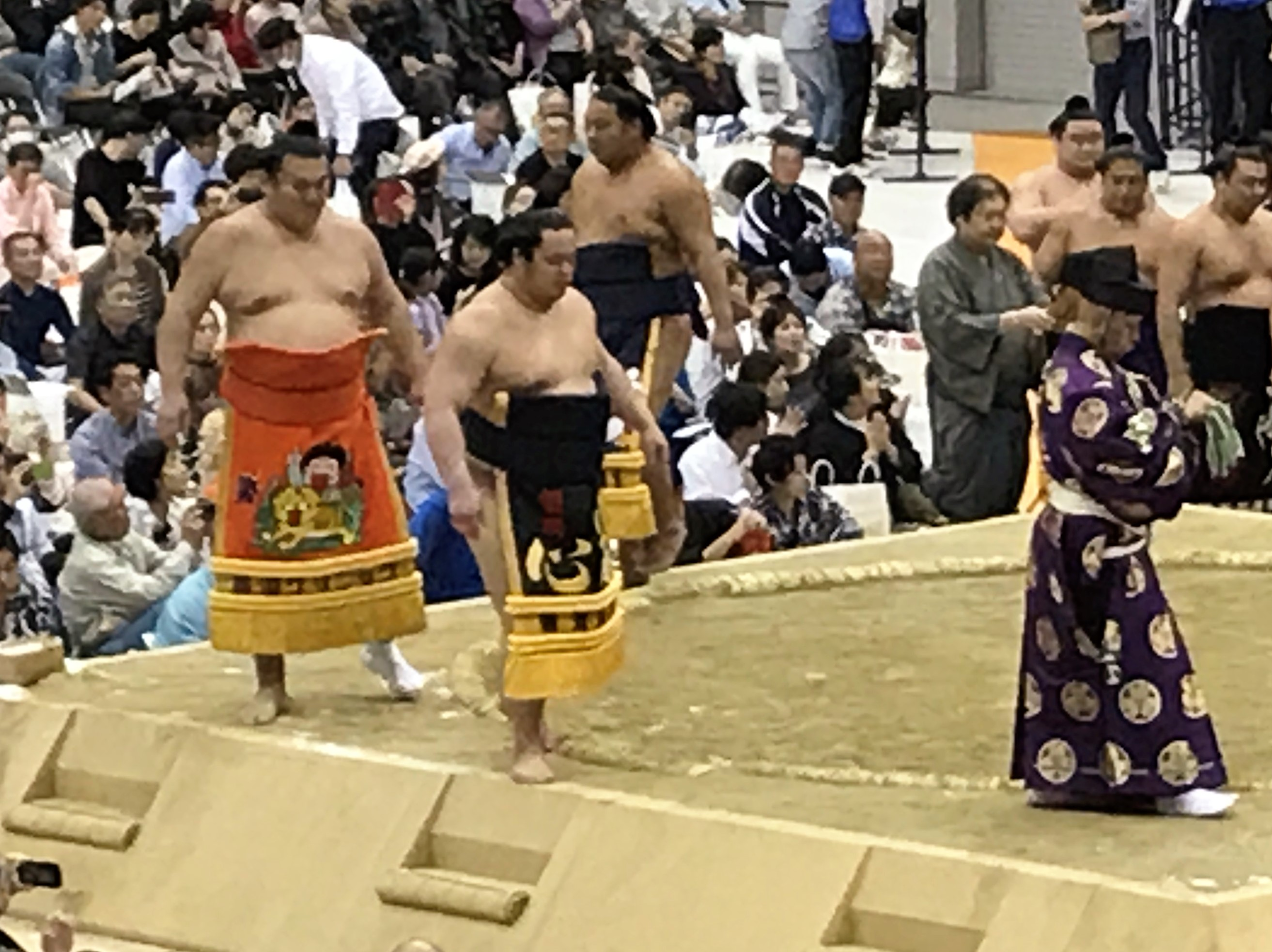
高須克弥から贈られた西原理恵子デザインの化粧まわし

### カラオケ好き
- 実家が寿司店を経営していて、小さいころから常に有線放送で演歌が流れている環境で育ったため、自身の趣味であるカラオケでも演歌を得意としている。
- 2012年7月場所8日目（2012年7月15日）のNHK総合・大相撲中継において放送された「関取訪問」のコーナーでは、リポーター役であるAKB48の岩佐美咲の訪問を受けて、稽古風景の取材を受けた後に岩佐と一緒にカラオケ店へ行き、自身はそこで山本譲二の『花も嵐も』を熱唱した後、岩佐からAKB48の振り付けを教わってAKB48の『ヘビーローテーション』に合わせて一緒にその振り付けを披露した。また、携帯用音楽プレイヤーを2個持っていて、演歌用とそれ以外用とを分けて使用していることを明かした。
- 反面洋楽には疎く、2013年11月場所5日目の取組を終えた際にはその日にポール・マッカートニーが観戦していた話題について「僕は日本語しか知らないので、演歌で行きます!」とコメントした[41]。
- カラオケ好きであることに関連して、2017年5月場所からはJOYSOUNDの懸賞金が設定された[42]。勢は5月場所初日の支度部屋で「カラオケは相撲を頑張るための息抜きです」とあくまでメインが相撲にあることを強調[43]。
- 2017年9月には、パナソニック社のコードレススチームアイロン「NI-WL704」のプロモーションの一環として、オリジナル曲「二人で生きよう」（作詞円香乃・作曲大谷明裕）が起用された。チャンネルパナソニックでは本人歌唱のプロモーションビデオも公開されている。尚、同社によると、同曲の発売及び配信の予定はないという。
- 2018年2月10日の第51回NHK福祉大相撲では、城之内早苗と『別れても好きな人』をデュエット、ソロでは演歌ではなくポップスの『君となら』を歌い、喉を披露[44][45]。

### 交友関係
- 11代伊勢ノ海（元関脇・藤ノ川）は勧誘のときに「大好きな山本譲二さんと会わせてあげる」と約束していた。入門して数年後に計らいで会えることになり、コンサートの楽屋で握手してもらった時の写真はパソコンの待ち受け画面にしているという[46]。兄弟子の土佐ノ海（現：年寄立川）は山本本人を通じて木梨憲武と知り合ったとされている。このように山本譲二は伊勢ノ海部屋と交遊関係にあると言える。
- 一門外の大岩戸とは大岩戸の現役時代に親交があり、十両に上がる前からの付き合いであった。若手の頃は互いの部屋を出稽古で行き来し、自身の十両昇進後も時に2人で1時間半三番稽古を行ったり、50番から60番取ったりしたという。そのような縁から勢は大岩戸の引退相撲で相撲甚句を担当した[47]。
- 古市忠夫とは実家の家族ぐるみで親交がある[48]。
- 小金沢昇司とは親交があった。2024年1月場所2日目の同月15日に訃報を知り「現役の時から応援してもらっていました。（65歳での死去は）ちょっと早すぎますよね…」と声を落とした[49]。

### その他
- 苦手なものは注射。2011年12月に出羽海理事（当時、元関脇・鷲羽山）主催のインフルエンザ予防接種が行われた際には顔をひきつらせながら予防接種を受けた[50]。
- 地元のMBSラジオで放送中の生ワイド番組『上泉雄一のええなぁ!』には、十両時代から折に触れてゲストで出演。その縁から、同番組では、「『ええなぁ!』公認関取」として勢を応援する姿勢を示している。
- 2018年3月4日、大阪市中央区の千日前通地下に設けられた地下街「なんばウオーク」で、トークショーを行った。地元とあって関西人のノリをトークでも全開。彼女はいますか?という質問に、「彼女はいません。彼氏はいますけど」と冗談を飛ばして笑いを誘い、大阪・交野市にある実家のすし店を「おすすめの店」と臆面もなくPRした。さらに力士の代名詞でもある体の柔らかさもアピール。求めに応じて着物の上着を脱ぎ、両足を広げて床に胸をつけた。「僕は体が柔らかいんです。だから、けがをしにくいんです」と自慢げに話すと、共演していた英乃海から「でも勢関、けがが多いですね」と突っ込まれていた[51]。
- ゴルフの腕前は2016年の時点では9ホールを30台で回るほどであった[52]。ただ、2018年8月の記事によると、コースを回る機会が少なく、練習も自宅でのパター練習や素振り程度であるため、18ホールを90前後にまで実力が下がっている[53]。
  - 2018年夏巡業中、日刊スポーツの絵日記企画で「関取になって金のかかる趣味であるゴルフを思う存分行えるようになりたいと目標を持って取的時代を過ごしていた」という趣旨の話をしていた[54]。
  - 同年7月場所の番付発表後、女子プロゴルファーの比嘉真美子との婚約を発表[55][14]。「仕事としてやっている世界に軽々しく入ってはいけない」との考えから、婚約中の比嘉とラウンドを回るのは互いに競技を引退してからにしたいと語っていた[53]。比嘉がどん底のときに出会い、ゴルフに対して誠実に努力する姿に惹かれたという[56]。しかし2021年5月場所前の引退時、2020年末に婚約が破談となっていたことが報じられた[57]。互いの方向性に相違が生じたためであるという[58]。

## 取り口
身長193cm、体重167kgという白鵬とほぼ同じ体格をしており、右差しと上手からの左前ミツという型が勢にとって理想の差し手である。秀ノ山（現：朝日山）はこの取り口に関して「正攻法の相撲であり幕内中位では十分通用する」と評価しながら「白鵬を真似て左足を引いて引いた足から立つが勢は足首が固いから同じように低く鋭く立つことはできず、前ミツが取れずに後退するしかなくなる」と指摘し、その上で「長身と手足の長さ、体のバネを活かして立ち合いから数発上突っ張りで体を起こしながら距離を詰めるべきだ。そうすれば四つ身の強さ、右からの下手投げが生きる」と解決策を提案している。
また、右小手投げも強く、2016年5月場所5日目の鶴竜戦と同年7月場所10日目の照ノ富士戦で右小手投げで勝負を決めている。この強さの背景には本人の熱心な稽古態度がある。
2017年3月前の座談会で甲山（元幕内・大碇）は「ただ、皆さんが言うようにやっぱり左手の使い方ですよ。どうしても右下手からの攻め、すくい投げもそうですけど、右一辺倒なんで本人も意識はしているんでしょうけど、そこが課題ですね」と話している。
懐が深いため引き技もよく決まり、2017年5月場所13日目に勢に叩き込みで敗れた宇良は「まあうまくいかなかったです。（上からはたかれて）あれはもう無理ですね。大きかったです。いや～大きく感じました。かなわないな」とコメントしている。
2017年のインタビューでは「とにかく僕はまわしを取らないと話にならない、得意の右をさせなくても、最近は右上手でも取れるようになったんです。立ち合いの当たりも重くなったんですかね、押されることが少なくなりました。ずっと筋トレは続けているので、その効果なのかもしれません」と自身の相撲ぶりを分析している。それと同時に「あとはちょっとした技術や経験。巧さというか、言い方は悪いですけど"ずるさ"というのかな。何気ないことでも、相手の嫌がるようなことをしたいですね。まともに当たって押す、引く、投げるだけではなく、もっといろんな工夫をしないと。例えば押すときでも、相手の嫌がる位置に手を置きながら押すとか」と自分の相撲に関する今後の抱負を述べている。
2018年1月場所7日目の取組後の支度部屋では「もっと足に力を入れないとだめです」と加齢による足腰の筋力の低下や立合いの甘さを自覚しているとも取れるコメントを残している。
時間一杯になると小走りで塩を取りに行く。これは十両に上がった時から取り入れているルーティンである。

## 主な成績

### 通算成績
- 通算成績：546勝545敗14休（96場所）
- 幕内成績：308勝352敗（44場所）
- 十両成績：87勝78敗（11場所）

### 三賞・金星
- 三賞：4回
  - 敢闘賞：4回（2013年11月場所、2014年5月場所、2015年9月場所、2015年11月場所）
- 金星
  - 白鵬2個（2016年7月場所、2017年3月場所）
  - 鶴竜2個（2017年1月場所、2018年7月場所）
  - 稀勢の里1個（2017年7月場所）

### 各段優勝
- 十両優勝：2回 （2011年11月場所、2019年9月場所）

### 場所別成績
| | 一月場所 初場所（東京） | 三月場所 春場所（大阪） | 五月場所 夏場所（東京） | 七月場所 名古屋場所（愛知） | 九月場所 秋場所（東京） | 十一月場所 九州場所（福岡） |
| --- | ----------------------- | ----------------------- | ----------------------- | --------------------------- | ----------------------- | --------------------------- |
| 2005年 （平成17年） | x                       | （前相撲）              | 西序ノ口22枚目 4–3      | 東序二段122枚目 7–0         | 西三段目98枚目 6–1      | 東三段目37枚目 5–2          |
| 2006年 （平成18年） | 西三段目9枚目 3–4       | 西三段目21枚目 5–2      | 東幕下56枚目 5–2        | 東幕下35枚目 3–4            | 東幕下46枚目 4–3        | 西幕下37枚目 4–3            |
| 2007年 （平成19年） | 東幕下29枚目 3–4        | 東幕下40枚目 4–3        | 東幕下36枚目 4–3        | 西幕下28枚目 3–4            | 東幕下37枚目 3–4        | 東幕下49枚目 3–4            |
| 2008年 （平成20年） | 東幕下57枚目 5–2        | 西幕下35枚目 3–4        | 西幕下44枚目 3–4        | 東幕下54枚目 4–3            | 東幕下43枚目 3–4        | 西幕下53枚目 5–2            |
| 2009年 （平成21年） | 西幕下37枚目 4–3        | 西幕下30枚目 4–3        | 西幕下23枚目 4–3        | 東幕下18枚目 3–4            | 東幕下25枚目 2–5        | 東幕下41枚目 4–3            |
| 2010年 （平成22年） | 東幕下35枚目 5–2        | 東幕下25枚目 3–4        | 西幕下30枚目 5–2        | 西幕下22枚目 4–3            | 西幕下14枚目 6–1        | 西幕下2枚目 3–4             |
| 2011年 （平成23年） | 東幕下5枚目 3–4         | 八百長問題 により中止   | 西幕下8枚目 3–4         | 西幕下8枚目 4–3             | 東幕下3枚目 5–2         | 東十両14枚目 優勝 12–3      |
| 2012年 （平成24年） | 東十両3枚目 10–5        | 西前頭14枚目 5–10       | 東十両2枚目 8–7         | 東前頭16枚目 7–8            | 東十両筆頭 11–4         | 東前頭10枚目 9–6            |
| 2013年 （平成25年） | 西前頭5枚目 8–7         | 西前頭3枚目 4–11        | 西前頭9枚目 9–6         | 東前頭5枚目 9–6             | 西前頭筆頭 5–10         | 西前頭6枚目 11–4 敢         |
| 2014年 （平成26年） | 西前頭2枚目 6–9         | 西前頭4枚目 7–8         | 西前頭5枚目 11–4 敢     | 東前頭筆頭 5–10             | 西前頭5枚目 10–5        | 西小結 6–9                  |
| 2015年 （平成27年） | 西前頭2枚目 1–14        | 東前頭13枚目 8–7        | 東前頭10枚目 10–5       | 東前頭3枚目 2–13            | 東前頭12枚目 11–4 敢    | 東前頭4枚目 12–3 敢         |
| 2016年 （平成28年） | 東小結 5–10             | 東前頭4枚目 10–5        | 西関脇 4–11             | 西前頭4枚目 5–10 ★          | 西前頭7枚目 7–8         | 西前頭8枚目 10–5            |
| 2017年 （平成29年） | 西前頭3枚目 8–7 ★       | 西前頭筆頭 5–10 ★       | 西前頭6枚目 9–6         | 東前頭3枚目 4–11 ★          | 西前頭7枚目 6–9         | 西前頭10枚目 9–6            |
| 2018年 （平成30年） | 西前頭6枚目 4–11        | 東前頭14枚目 11–4       | 西前頭5枚目 8–7         | 東前頭2枚目 8–7 ★           | 東前頭筆頭 3–12         | 東前頭8枚目 6–9             |
| 2019年 （平成31年 /令和元年） | 西前頭11枚目 9–6        | 西前頭9枚目 2–13        | 西十両筆頭 4–11         | 西十両8枚目 5–10            | 西十両12枚目 優勝 12–3  | 東十両3枚目 11–4            |
| 2020年 （令和2年） | 西前頭15枚目 8–7        | 西前頭12枚目 8–7        | 感染症拡大 により中止   | 西前頭9枚目 3–12            | 東十両筆頭 3–12         | 西十両8枚目 5–10            |
| 2021年 （令和3年） | 東十両13枚目 6–9        | 東幕下筆頭 休場 0–0–7   | 東幕下41枚目 休場 0–0–7 | 東三段目21枚目 引退 –       | x                       | x                           |
| 各欄の数字は、「勝ち-負け-休場」を示す。 優勝 引退 休場 十両 幕下 三賞：敢=敢闘賞、殊=殊勲賞、技=技能賞 その他：★=金星 番付階級：幕内 - 十両 - 幕下 - 三段目 - 序二段 - 序ノ口 幕内序列：横綱 - 大関 - 関脇 - 小結 - 前頭（「#数字」は各位内の序列） |                         |                         |                         |                             |                         |                             |

## 改名歴
力士
- 東口 翔太（とぐち しょうた）2005年3月場所
- 勢 翔太（いきおい - ）2005年5月場所 - 2021年7月場所

年寄
- 春日山 翔太（かすがやま しょうた）2021年6月21日 -

## 所属マネージメント会社
- 合同会社MIJ - Facebook